# Telenomus brachypterus
Telenomus brachypterus is een vliesvleugelig insect uit de familie van de Scelionidae. De wetenschappelijke naam van de soort is voor het eerst geldig gepubliceerd in 1978 door Szabó & Mineo.